# Xiwei Gongdi
Xiwei Gongdi of Yuan Kuo (Chinees: 元廓) (persoonlijke naam) (537-557) was de laatste  Chinese keizer van de Westelijke Wei-dynastie van 554 tot 557.
Yuan Kuo was de jongere broer van de vorige keizer Xiwei Feidi. De werkelijke macht was in handen van generaal Yuwen Tai. Tijdens zijn regeerperiode werd de hoofdstad van de Liang-dynastie, Jiangling veroverd en keizer Liang Yuandi vermoord.
In 556 stierf generaal Yuwen Tai en werd opgevolgd door zijn neef Yuwen Hu. Een jaar later zette Yuwen Hu, Yuan Kuo af en zette de veertienjarige zoon van Yuwen Tai, Zhou Xiaomindi op de troon. Dit betekende het einde van de Westelijke Wei-dynastie en het begin van de Noordelijke Zhou-dynastie.